# Мішкино (Граховський район)
Мі́шкино (Абалач-Тамак, рос. Мишкино) — присілок в Граховському районі Удмуртії, Росія.

## Населення
Населення — 180 осіб (2010; 190 у 2002).
Національний склад станом на 2002 рік:
- удмурти — 75 %

## Господарство
В присілку діють початкова школа, клуб та фельдшерсько-акушерський пункт.

## Історія
За даними 10-ї ревізії 1859 року в присілку було 47 дворів і проживало 328 осіб. До 1921 року присілок входило до складу Граховської волості Єлабузького повіту, потім — Можгинського повіту. 1924 року присілок відійшло до складу Верхньоігринської сільської ради.

## Урбаноніми[3]
- вулиці — Колгоспна, Лучна, Набережна